# Legalisme (Chinese filosofie)
Legalisme (Pinyin: Fajia 法家,W-G: Fa chia, School van wetten) is een richting binnen de klassieke Chinese filosofie die benadrukte dat bestuur moest zijn gebaseerd op gehoorzaamheid aan wetten die openbaar waren afgekondigd, voor iedereen golden en gehandhaafd werden met strenge straffen. Gedurende de Qin-dynastie was het legalisme de staatsideologie.

## Ontstaan
Tijdens de Periode van de Strijdende Staten was China onderverdeeld in een steeds kleiner wordend aantal staten. De heersers daarvan probeerden hun bestuur te verbeteren. Hierdoor kwamen zij onder invloed te staan van ambtenaren die bekwaam werden geacht om hiervoor effectieve institutionele structuren op te zetten. De eerste legalistische verhandeling wordt toegeschreven aan Shang Yang en stamt uit ongeveer 350 v.Chr. In dit werk spoort Shang Yang een heerser ertoe aan niet terug te deinzen voor radicale institutionele veranderingen als dit nodig is. De meest volwaardige legalistische uiteenzetting stamt uit ongeveer 250 v.Chr. en is geschreven door Han Fei. Hierin worden ook enkele belangrijke principes van wetgeving uiteengezet zoals openbaarheid en uitvoerbaarheid.

## Leer
Het legalisme was, in tegenstelling tot andere filosofische opvattingen niet geïnteresseerd in kosmologie, epistemologie of ethiek, maar legde de nadruk op politieke en bestuurlijke technieken. Bestuur moest zijn gebaseerd op gehoorzaamheid aan wetten die openbaar waren afgekondigd, voor iedereen golden en gehandhaafd werden met strenge straffen. De stroming richtte zich tegen de Confucianen en hun nadruk op riten die juist op een innerlijk besef (van wellevendheid) waren gebaseerd. Het legalisme liet geen ruimte over voor private opvattingen, omdat diversiteit tot verdeeldheid en wanorde zou leiden. De wil van de wetgever mocht ook niet door traditie, privileges, moraal, natuur- of goddelijk recht worden beperkt.